# Mackenzie Skapski
Mackenzie Skapski, född 15 juni 1994, är en kanadensisk professionell ishockeymålvakt som tillhör New York Rangers i NHL och spelar för Hartford Wolf Pack i American Hockey League (AHL). Han har tidigare spelat på lägre nivåer för Greenville Road Warriors i ECHL och Kootenay Ice i Western Hockey League (WHL).
Skapski draftades i sjätte rundan i 2013 års draft av New York Rangers som 170:e spelare totalt.

## Statistik
M = Matcher, V = Vinster, F = Förluster, O = Oavgjorda, ÖF = Förluster på övertid eller straffar, MIN = Spelade minuter, IM = Insläppta Mål, N = Hållit nollan, GIM = Genomsnitt insläppta mål per match, R% = Räddningsprocent

### Grundserie
| Källa: Uppdaterad: 2015-02-23 | Källa: Uppdaterad: 2015-02-23 | Källa: Uppdaterad: 2015-02-23 | Källa: Uppdaterad: 2015-02-23 | Källa: Uppdaterad: 2015-02-23 | Källa: Uppdaterad: 2015-02-23 | Källa: Uppdaterad: 2015-02-23 | Källa: Uppdaterad: 2015-02-23 | Källa: Uppdaterad: 2015-02-23 | Källa: Uppdaterad: 2015-02-23 | Källa: Uppdaterad: 2015-02-23 | Källa: Uppdaterad: 2015-02-23 | Källa: Uppdaterad: 2015-02-23 |  |
| Säsong                        | Lag                           | Liga                          | M                             | V                             | F                             | O                             | ÖF                            | MIN                           | IM                            | N                             | GIM                           | R%                            |  |
| ----------------------------- | ----------------------------- | ----------------------------- | ----------------------------- | ----------------------------- | ----------------------------- | ----------------------------- | ----------------------------- | ----------------------------- | ----------------------------- | ----------------------------- | ----------------------------- | ----------------------------- |  |
| 2010–2011                     | Ridge Meadow Flames           | PJHL                          | 21                            | 6                             | 11                            | 0                             | —                             | 987                           | 75                            | 1                             | 4.56                          | —                             |  |
|                               | Kootenay Ice                  | WHL                           | 4                             | 3                             | 1                             | 0                             | —                             | 247                           | 13                            | 0                             | 3.16                          | .882                          |  |
| 2011–2012                     | Kootenay Ice                  | WHL                           | 19                            | 9                             | 6                             | 2                             | —                             | 1020                          | 53                            | 0                             | 3.12                          | .890                          |  |
| 2012–2013                     | Kootenay Ice                  | WHL                           | 65                            | 34                            | 25                            | 1                             | —                             | 3642                          | 169                           | 7                             | 2.78                          | .910                          |  |
| 2013–2014                     | Kootenay Ice                  | WHL                           | 53                            | 28                            | 20                            | 4                             | —                             | 3018                          | 136                           | 1                             | 2.70                          | .916                          |  |
| 2014–2015                     | New York Rangers              | NHL                           | 1                             | 1                             | 0                             | —                             | 0                             | 60                            | 1                             | 0                             | 1.00                          | .960                          |  |
|                               | Hartford Wolf Pack            | AHL                           | 24                            | 12                            | 7                             | 3                             | —                             | 1283                          | 51                            | 2                             | 2.38                          | .914                          |  |
|                               | Greenville Road Warriors      | ECHL                          | 1                             | 0                             | 1                             | 0                             | —                             | 57                            | 3                             | 0                             | 3.17                          | .906                          |  |
| NHL totalt                    | NHL totalt                    | NHL totalt                    | 1                             | 1                             | 0                             | —                             | 0                             | 60                            | 1                             | 0                             | 1.00                          | .960                          |  |
| AHL totalt                    | AHL totalt                    | AHL totalt                    | 24                            | 12                            | 7                             | 3                             | —                             | 1283                          | 51                            | 2                             | 2.38                          | .914                          |  |
| ECHL totalt                   | ECHL totalt                   | ECHL totalt                   | 1                             | 0                             | 1                             | 0                             | —                             | 57                            | 3                             | 0                             | 3.17                          | .906                          |  |
| WHL totalt                    | WHL totalt                    | WHL totalt                    | 141                           | 74                            | 52                            | 7                             | —                             | 7927                          | 371                           | 8                             | 2.94                          | .899                          |  |

### Slutspel
| Källa:     | Källa:              | Källa:     | Källa: | Källa: | Källa: | Källa: | Källa: | Källa: | Källa: | Källa: |  |
| Säsong     | Lag                 | Liga       | M      | V      | F      | MIN    | IM     | N      | GIM    | R%     |  |
| ---------- | ------------------- | ---------- | ------ | ------ | ------ | ------ | ------ | ------ | ------ | ------ |  |
| 2010–2011  | Ridge Meadow Flames | PJHL       | 6      | 3      | 3      | 360    | 17     | 0      | 2.83   | —      |  |
| 2012–2013  | Kootney Ice         | WHL        | 5      | 1      | 4      | 258    | 17     | 0      | 3.95   | .892   |  |
| 2013–2014  | Kootney Ice         | WHL        | 10     | 3      | 5      | 540    | 34     | 0      | 3.78   | .882   |  |
| WHL totalt | WHL totalt          | WHL totalt | 15     | 4      | 9      | 798    | 51     | 0      | 3.86   | .887   |  |